# 貝姆貝格山 (芒法爾阿爾卑斯山脈)
47°45′33″N 11°52′32″E / 47.75923°N 11.87543°E

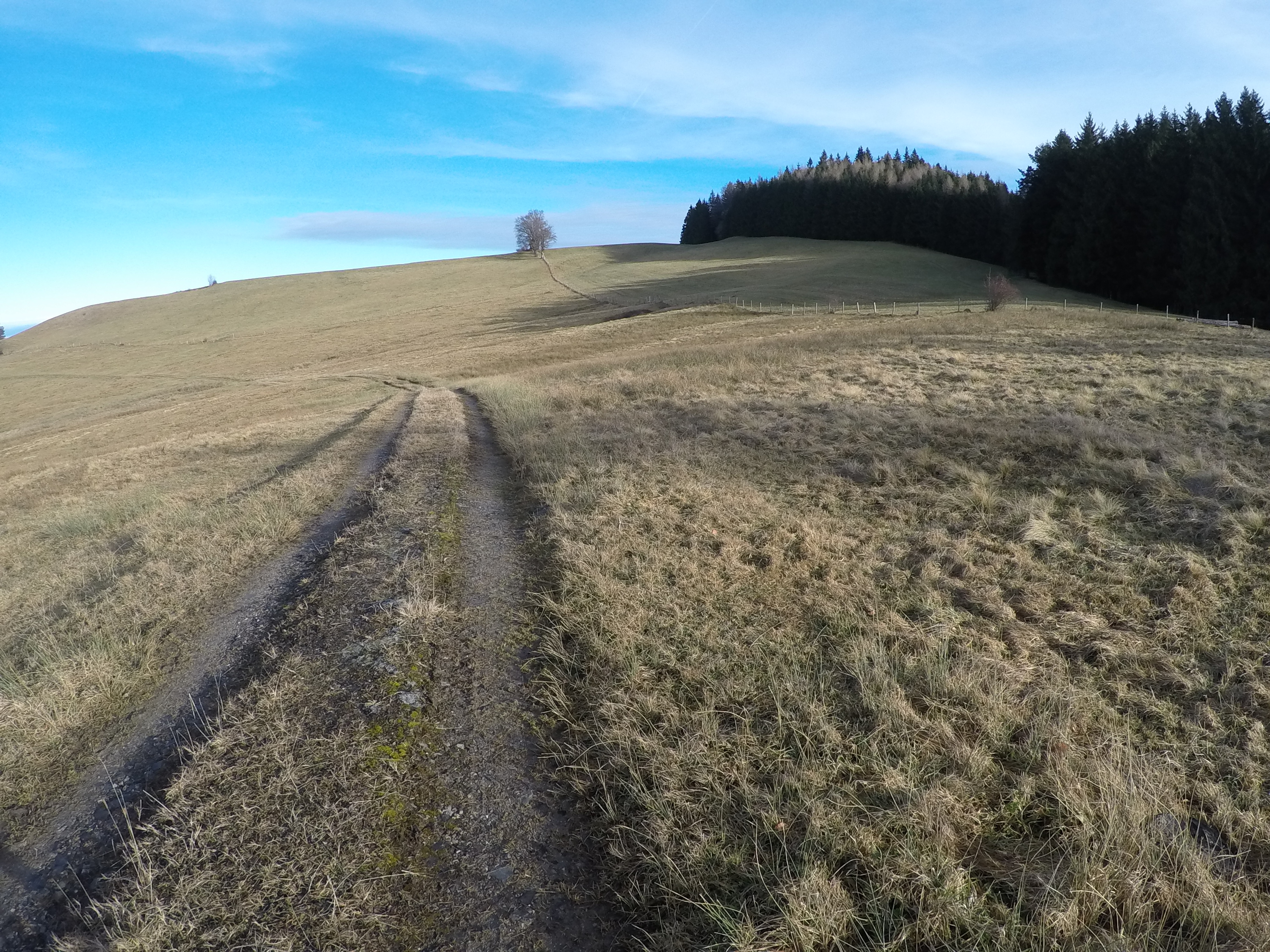

貝姆貝格山（德語：Bemberg），是德國的山峰，位於該國東南部，由巴伐利亞負責管轄，屬於巴伐利亞前阿爾卑斯山脈的一部分，距離施利爾斯貝格山1.1公里，海拔高度929米。